# 妻鹿田長三郎
妻鹿田 長三郎（めかだ ちょうさぶろう、生年不詳 - 天文21年（1552年））は、戦国時代の武将、関東管領山内上杉憲政の家臣。姓は妻方、目方、目加田、目賀田など諸説ある。
兄新助の妻は上杉憲政の嫡子龍若丸の乳母だったという。
天文20年（1551年）敵対していた北条氏康が上野国に侵攻するとこれに抗戦するが、翌年憲政は平井城を脱して越後国へ逃れる。しかし龍若丸は御嶽城へ残されたため、自身も留まった。長三郎は兄新助や弟の三郎助、伯父の九里采女正らと謀って、龍若丸の身柄を氏康に差し出したが、龍若丸は殺され、降人たちもこの返り忠を許されず誅されたという。